# Eugène Jansson
Eugène Fredrik Jansson (18. března 1862 Stockholm – 15. června 1915 Nacka) byl švédský malíř, představitel postimpresionismu.
Byl synem listonoše, rodina mu navzdory chudým poměrům dopřála umělecké vzdělání. Studoval na technické škole Konstfack a soukromé lekce mu dával malíř Edvard Perséus. Od roku 1886 byl členem uměleckého sdružení Konstnärsförbundet vedeného Karlem Nordströmem, které se vymezovalo proti oficiálním švédským výtvarným kruhům. Otevřeně se hlásil k socialistickým názorům. Vedl samotářský život a trpěl chronickými zdravotními problémy v důsledku spály, kterou prodělal v dětství. Malířem byl i jeho mladší bratr Adrian Jansson.
Začínal jako malíř zátiší, později se zaměřil na krajinomalbu. Jeho styl výrazně ovlivnil Edvard Munch. Maloval pohledy na noční Stockholm s modrým pozadím, měl proto přezdívku „modrý malíř“ nebo také „parafinový Jansson“ podle bledého světla pouličních lamp. Bydlel v domě s výhledem na záliv Riddarfjärden, který byl jeho oblíbeným námětem. Jeho mecenášem byl bankéř Ernest Thiel, v Thielově stockholmském muzeu jsou vystavena četná Janssonova díla. V závěrečném období tvorby byl Jansson znám mužskými akty. Byl vyznavačem hnutí Friluftsvitalism, propagujícího pohyb na čerstvém vzduchu, často navštěvoval plovárnu na Skeppsholmenu, kde hledal modely. S některými udržoval i homoerotický vztah, což vyšlo najevo až dlouho po jeho smrti.

## Galerie

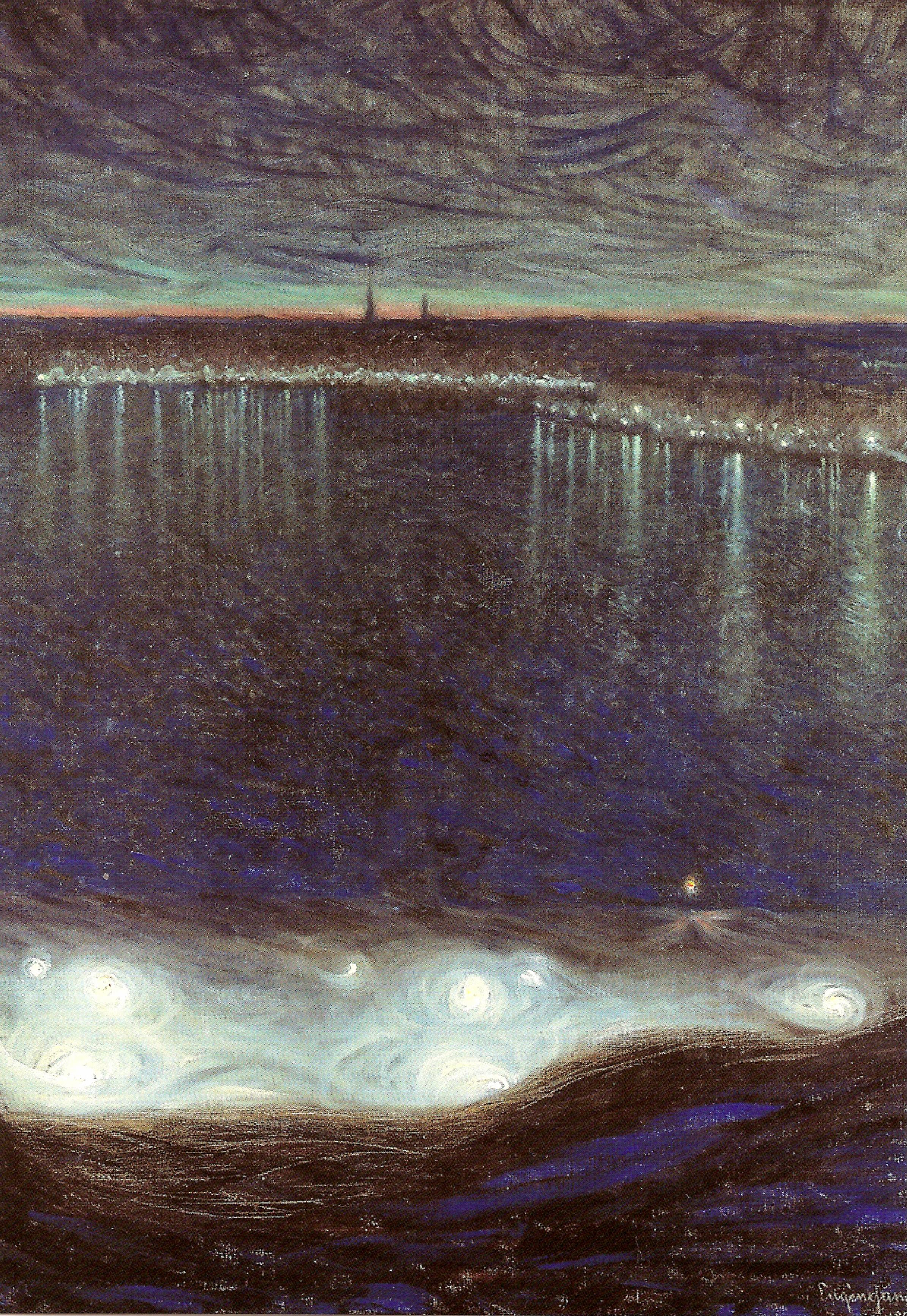
Riddarfjärden, 1898
Na kraji města, 1899
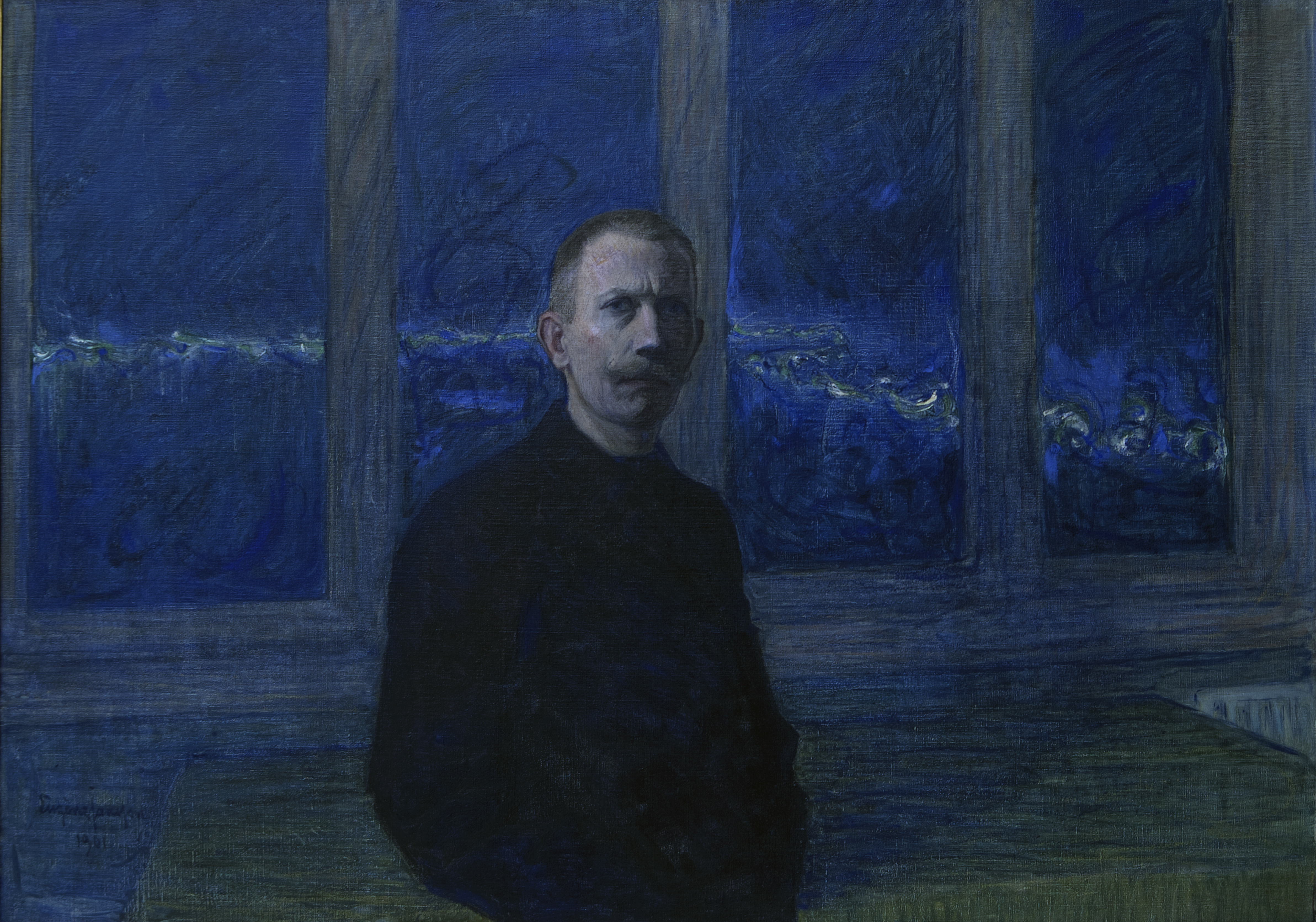
Autoportrét, 1901
Soumrak, 1902
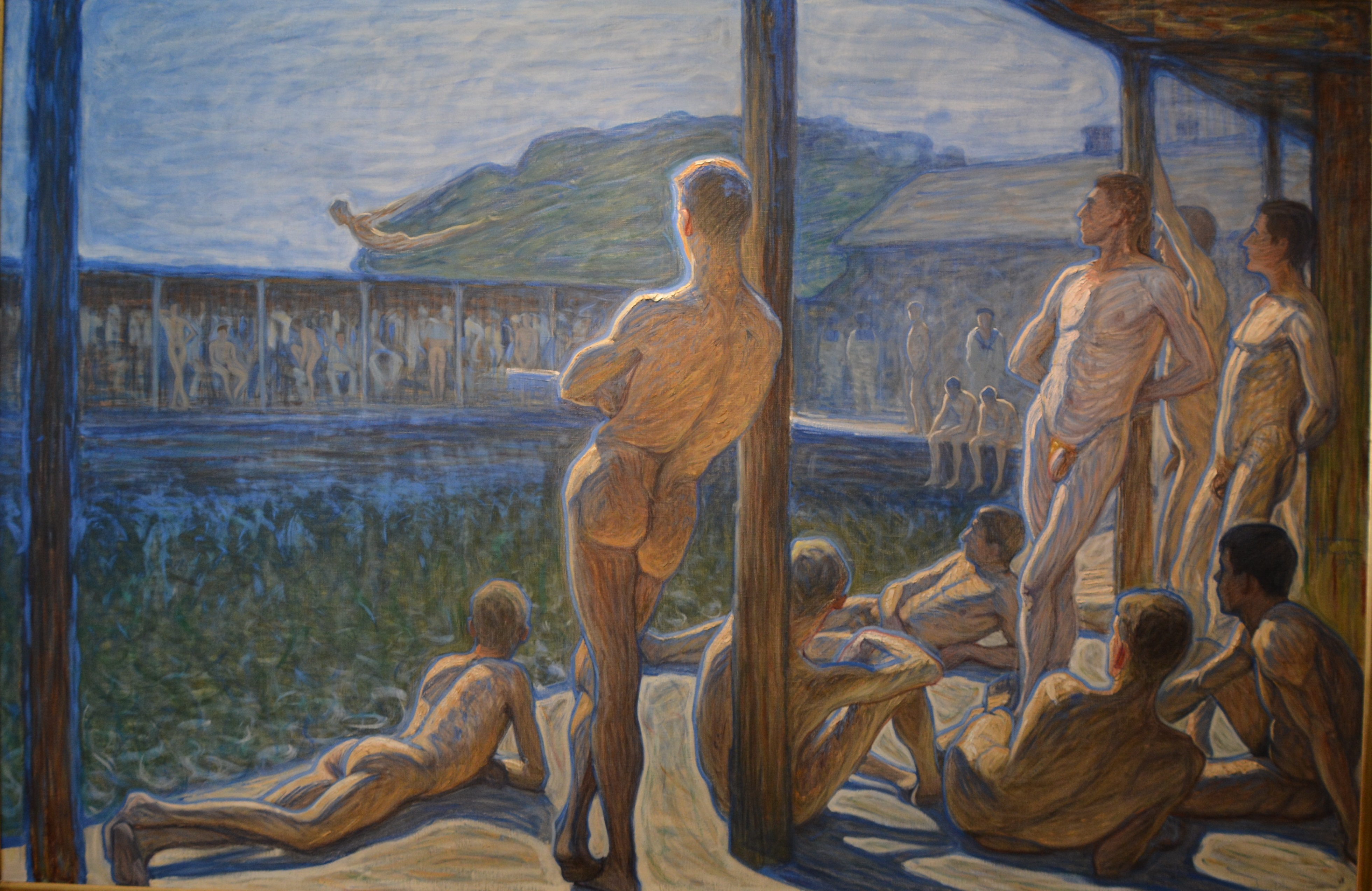
Plovárna, 1907
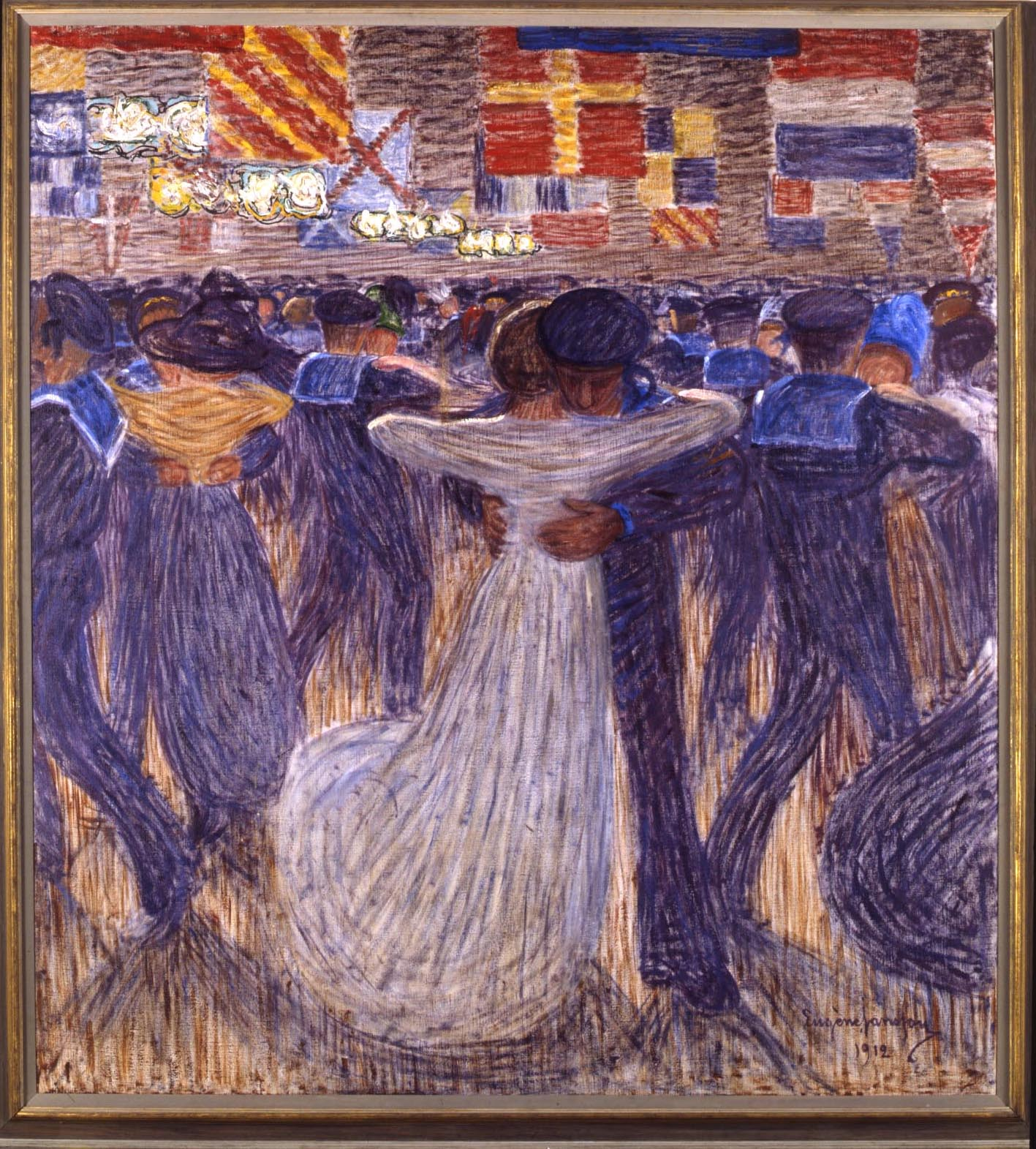
Námořnický bál, 1912